# Casa al camí del Mar, 10 (Begur)
La Casa al camí del Mar, 10 és una obra eclèctica de Begur (Baix Empordà) inclosa a l'Inventari del Patrimoni Arquitectònic de Catalunya.
És un edifici de planta rectangular de planta baixa i dues plantes i guanyant el desnivell amb el jardí posterior. La composició és simètrica en façana formada per la verticalitat de dues obertures en planta baixa d'arc rebaixat, la de l'esquerra substituïda per la porta del garatge i amb testimoni al damunt de l'antiga porta. En la planta pis són balcons d'arc rebaixat, i en planta superior són neoromàniques (tres bífores i la central més petita). Horitzontalment l'edifici resta agrupat en dues parts: la baixa d'esgrafiats de pedra i de color groguenc, i la superior de dues plantes, de pedres (esgrafiats) de color gris i vermellós. La façana es clou per cornisa i terrassa planera amb (endarrerit) cos amb llanterna octogonal.
Darrere de la casa hi ha un bosc de pins, continuació de la casa al número 12.